# Худоёрзода, Худоёр Завкибек
Худоёрзода́ Худоё́р Завкибе́к (тадж. Худоёрзода Худоёр Завқибек; 15 сентября 1958, село Дерзуд, Рушанский район, ВАКБ, Таджикская ССР) — таджикский государственный служащий. Министр транспорта Республики Таджикистан (2017—2020).

## Биография
Худоёр Худоёрзода родился 15 сентября 1958 года в селе Дерзуд Рушанского района ГБАО в семье служащего. В 1976 году поступил в Политехнический институт Таджикистана, а в 1982 году окончил этот вуз по специальности «Экономика и организация беспилотного транспорта».

### Семья
Женат, имеет 4 детей.

### Попытка суицида
11 августа 2020 года, примерно в 5 часов, Худоёр Худоёрзода пытался покончить собой с применением бытового ножа в своем доме в городе Душанбе в связи с семейным конфликтом. Его родственники оказали ему первую медицинскую помощь. Был прооперирован в больнице «Истиклол» города Душанбе.

## Трудовая деятельность
Трудовую деятельность начал в 1982 году инженером-экономистом электросетевого учреждения Горно-Бадахшанской автономной области. С 1983 года работал в разных должностьях в Автотранспортном учреждении г. Хорог.
2000-2003 гг. — генеральный директор АО «Памир-Наклиёт».
2005—2006 гг. — заместитель Министра транспорта Республики Таджикистан.
2006-2011 гг. — заместитель министра транспорта и коммуникаций Республики Таджикистан
2011-2013 гг. — заместитель министра транспорта Республики Таджикистан.
2013-2017 гг. — председатель Рушанского района Горно-Бадахшанской автономной области.
Распоряжением Президента Республики Таджикистан от 23 января 2017 года назначен Министром транспорта Республики Таджикистан, а 31 августа 2020 года освобожден от занимаемой должности и ушел в отставку.

## Награды
В 1999 году награжден медалью «За боевые заслуги», в 2002 году награжден медалью МЧС России, в 2011 году награжден медалью 20-летия независимости Республики Таджикистан.